# Ormes, Loiret

Ormes este o comună în departamentul Loiret din centrul Franței. În 1 ianuarie 2022 avea o populație de 4.341 de locuitori.